# 一関サッカー・ラグビー場
一関サッカー・ラグビー場（いちのせきサッカー・ラグビーじょう）は、岩手県一関市狐禅寺にあるサッカーおよびラグビー用のグラウンド。

## 概要
一関遊水地記念緑地公園内にある日本サッカー協会公認のグラウンドで、同公園の多目的広場を改修したものである。多目的広場は現在と同様にサッカーなどが行える施設として設置していたが、天然芝であったため養生期間を設ける必要があったり、水捌けが優れないなど天然芝特有の問題を抱えていた。そこで市が「平成25年度スポーツ振興くじ助成金」を活用し、ロングパイル人工芝への張替えに加え、ロッカー室やシャワー室などを備えたクラブハウスや6基の照明塔を新たに設けた。また、以前は西側のみだった防球ネットを四面すべてに増設した。

## 沿革
- 2014年（平成26年）7月19日 - 天然芝の多目的広場を人工芝のグラウンドに改修し、開場[2][3]。
- 2019年（平成31年）4月 - いわてグルージャ盛岡アカデミーの「一関スクール」が利用開始[4]。
- 2020年（令和2年） -  JFAキッズフェスティバルを開催[5]。
- 2023年（令和5年）11月 - 第16回大樹生命ヒーローズカップ東北大会を開催[6]。

## 施設概要
- 面積：10,300m2[3]
- 競技コート：サッカー1面、8人制サッカー2面、ラグビーフットボール1面[3]
- 照明塔：6基[2]
- クラブハウス（256 m2[1]）：ロッカー室4室、シャワー室、トイレ[2]

## アクセス

### 鉄道
- 一ノ関駅東口（新幹線口）から徒歩で約36分

### バス
- 「一関市総合体育館」バス停（岩手県交通）から徒歩で約5分

### 自動車
- 東北自動車道 - 一関ICから約15分

## 周辺
- イオンスーパーセンター一関店
- 一関市総合体育館
- 北上川学習交流館あいぽーと